# Іскрівське газоконденсатне родовище
Іскрівське газоконденсатне родовище — належить до Рябухинсько-Північно-Голубівського газоносного району Східного нафтогазоносного регіону України.

## Опис
Розташоване в Харківській області на відстані 11 км від смт Шевченкове.
Знаходиться в південно-східній частині північної прибортової зони Дніпровсько-Донецької западини в межах Шевченківської структурної ділянки.
Структура виявлена в 1982 р. Підняття є похованою під мезозойськими відкладами брахіантикліналлю з двома склепіннями. Крила та перикліналі структури порушені скидами амплітудою 20-70 м, розміри підняття в їх межах 4,2х1,9 м; амплітуда склепінь не перевищує 15 м. Перший промисл. приплив газу отримано з верхньовізейських відкладів з інт.3554-3580 м у 1987 р.
Поклади пов'язані з пластовими, склепінчастими, тектонічно екранованими та літологічно обмеженими пастками. Колектори — пісковики та алевроліти. Режим покладів газовий. Запаси початкові видобувні категорій А+В+С1: газу — 1314 млн. м³; конденсату — 110 тис. т.